# Wilhelm von Grote
Wilhelm Freiherr Grote, vollständig Wilhelm Heinrich Andreas Christian Freiherr Grote (* 1. März 1785 in Hannover; † 14. Januar 1850 in Braunschweig), war ein deutscher Verwaltungsjurist und oldenburgischer Regierungspräsident des Fürstentums Lübeck.

## Leben

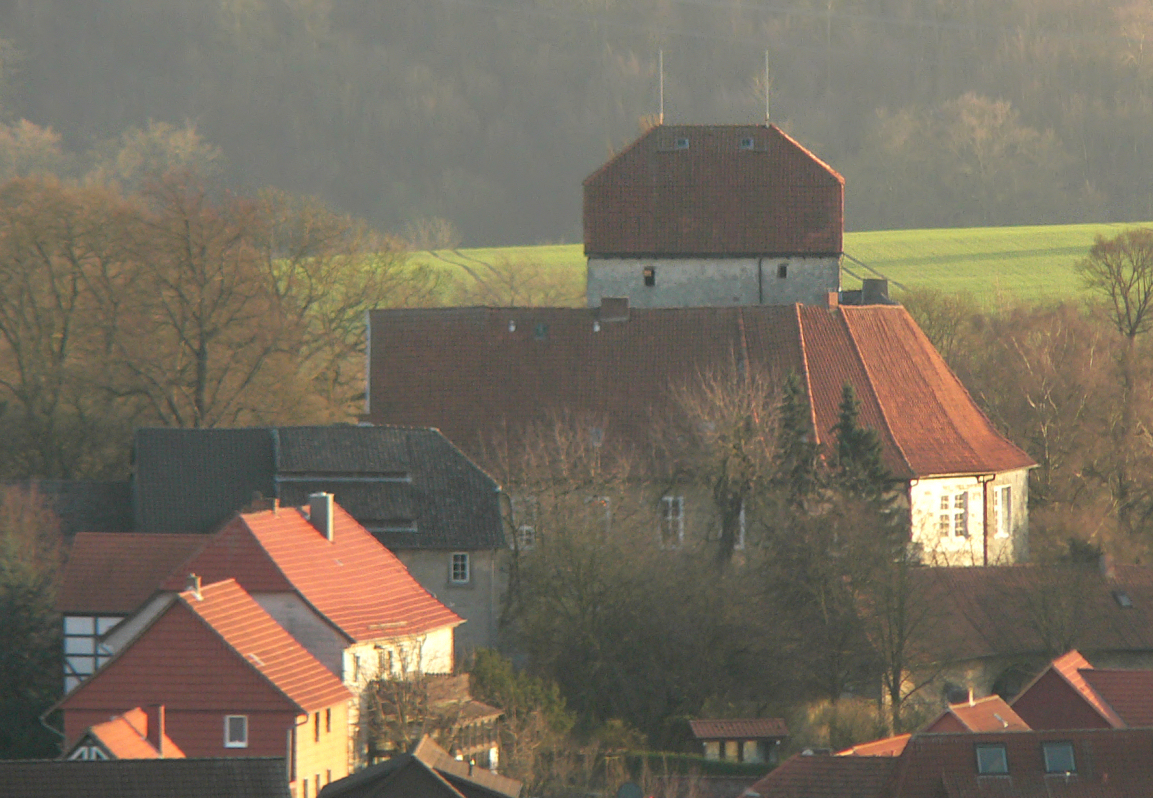
Schloss Jühnde

Wilhelm Grote entstammte dem niedersächsischen Adelsgeschlecht der Herren, Freiherren und Grafen Grote, die zum Uradel im Fürstentum Lüneburg gehörten. Er war der älteste Sohn des Gutsbesitzers und späteren hannoverschen Ministers Otto Ulrich Freiherr Grote (1750–1808), Herr auf Jühnde und Horn, und seiner Frau Charlotte (1757–1821), geb. von Plato. Der Oberbergrat Carl Grote war sein jüngerer Bruder. Nach dem Besuch des Gymnasiums in Bremen studierte er von 1802 bis 1805 Rechtswissenschaften an der Universität Göttingen, wo Johann Friedrich Herbart sein Tutor war.
1805 trat er als Kanzleiauditor in den kurhannoverschen Staatsdienst. Nach der hannoverschen Niederlage gegen Frankreich und der Gründung des Königreichs Westphalen wechselte Grote im Sommer 1808 als Regierungsassessor in den Dienst des oldenburgischen Herzogs Peter Friedrich Ludwig. Dieser ernannte ihn zum Kammerherrn; 1809 war er Teil des herzoglichen Gefolges bei der Hochzeit des Prinzen Georg (1784–1812) in Sankt Petersburg.
Im Jahr 1811 ging er mit Herzog Peter Friedrich Ludwig ins Exil nach St. Petersburg, kam aber Ende des Jahres zurück und ging auf das Familiengut Schloss Jühnde bei Göttingen. Mit der Rückkehr des Herzogs Ende 1813 kam auch Grote wieder nach Oldenburg und wurde hier zum Regierungsrat befördert. Im Dezember 1813 wurde er Mitglied der provisorischen Regierungskommission, die die Neuordnung der Regierung und Verwaltung koordinierte. 1816 wurde er zum Landvogt des Amtes Delmenhorst ernannt.

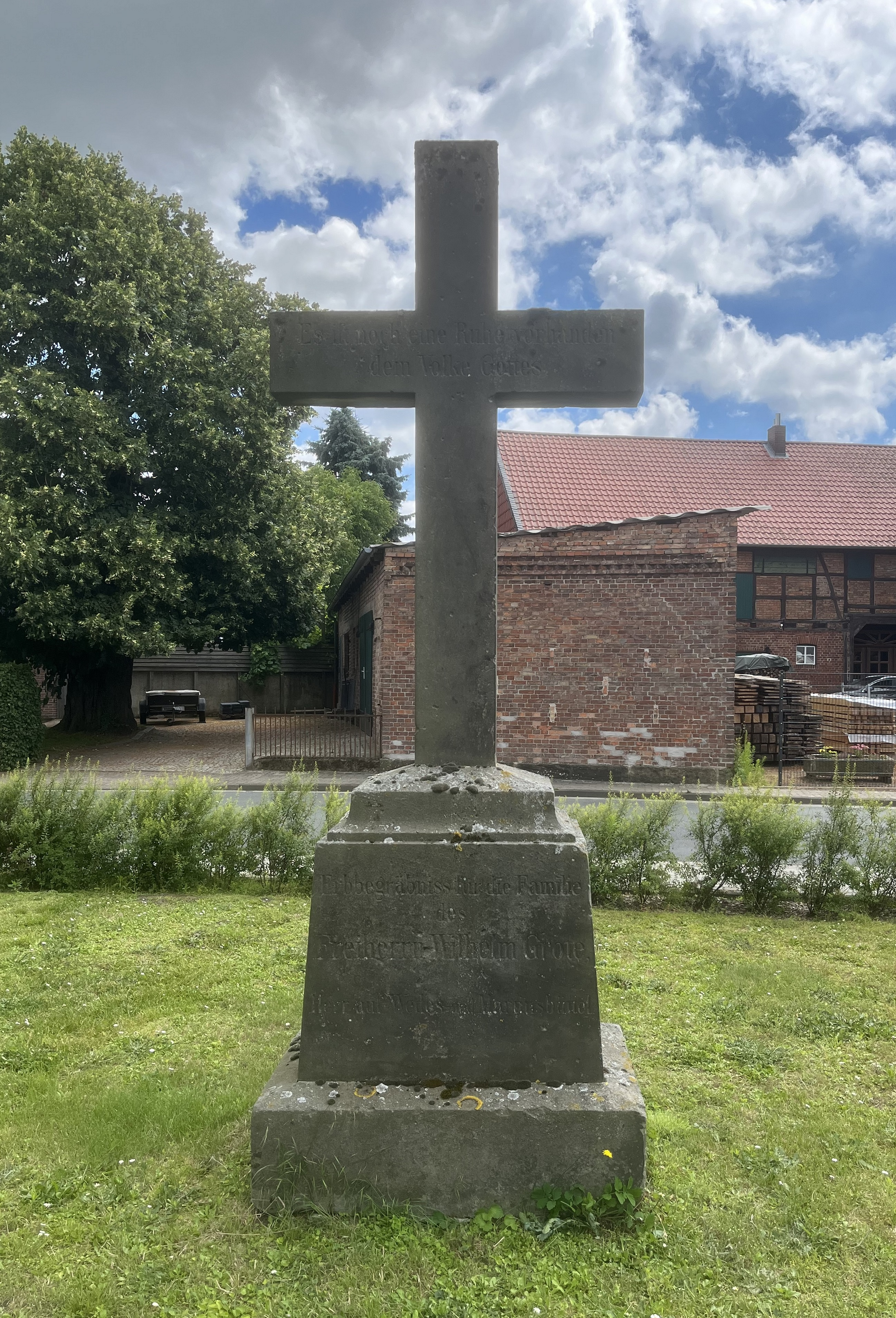
Kreuz an der Gutskapelle Wedesbüttel mit Inschrift: „Erbbegräbnis für die Familie des Freiherrn Wilhelm Grote Herr auf Wedes- und Martinsbüttel“

Nach der Thronbesteigung von Großherzog August erhielt er zum 31. Dezember 1829 die Berufung in das seit dem Tod von Hans Albrecht von Maltzan 1825 vakante Amt des Regierungspräsidenten des Fürstentums Lübeck. Im Revolutionsjahr 1848 wurde seine Stellung unhaltbar. Er bat um seine Entlassung, die mehrfach auf Volksversammlungen gefordert worden war. Zudem war er offenbar nicht bereit, nach Einführung der von ihm abgelehnten Verfassung weiterhin im Amt zu bleiben. Am 13. Oktober 1848 schied er aus dem Amt.
Seinen Ruhestand verlebte er auf seinem 1816 geerbten Gut Wedesbüttel (heute Ortsteil von Meine).
Er war seit 1810 mit der Deutsch-Baltin Julie Dorothea Louise, geb. Freiin von Rahden (1789–1858) verheiratet. Das Paar hatte fünf Töchter und zwei Söhne.

## Auszeichnungen
- 1842 Titel Geheimer Rat
- 1847 Prädikat Exzellenz
- Oldenburgischer Haus- und Verdienstorden des Herzogs Peter Friedrich Ludwig
  - 1844 Kapitular-Großkomtur
  - 1848 Großkreuz
- Dannebrogorden, Großkreuz
- Königlich Preußischer St. Johanniter-Orden